# اسون تیپلت
اسون تیپلت (آلمانی: Sven Tippelt؛ زادهٔ ۳ ژوئن ۱۹۶۵) ژیمناست هنری اهل آلمان بود.
وی در مسابقات کشوری و بین‌المللی در مجموع برندهٔ ۲ مدال نقره، ۵ مدال برنز شده‌است.